# Hyposmocoma confusa
Hyposmocoma confusa  (лат.) — вид роскошных молей эндемичного гавайского рода Hyposmocoma.

## Описание
Бабочки размахом крыльев около 13 мм. Усики коричневато-серые, первый членик их бурый. Щупики серые, снаружи с буро-бурым оттенком. Голова серая. Грудь коричневато-серая. Передние крылья беловато-серые, с многочисленными буро-бурыми и пятнами черноватых чешуек, с пучками приподнятых чешуек. Задние крылья очень бледно-серые, реснички по их краю бледно-пепельные. Брюшко коричневато-охристое. Ноги беловато-пепельные.

## Распространение
Встречается на острове Мауи в регионе Олинда на высоте около 1200 м над уровнем моря.